# ميمي مايكلز
ميمي مايكلز (بالإنجليزية: Mimi Michaels)‏ هي ممثلة أمريكية، ولدت في 22 فبراير 1983 في الولايات المتحدة. بدأت مشوارها المهني سنة 1987.

## أعمال

### أفلام
- (2009) بوغي مان 3
- (2011)  لايد تو رست 2

## وصلات خارجية
- ميمي مايكلز على موقع IMDb (الإنجليزية)
- ميمي مايكلز على موقع قاعدة بيانات الفيلم (الإنجليزية)